# Dance with Somebody
«Dance with Somebody» es el decimoséptimo episodio de la tercera temporada de la serie Glee. Fue escrito por Ross Maxwel y dirigido por Paris Barclay; el episodio fue estrenado el 24 de abril de 2012 en los Estados Unidos, es un capítulo especial dedicado a Whitney Houston

## Sinopsis
El Club Glee rinde homenaje a un verdadero icono de todos los tiempos, Whitney Houston. Mientras tanto, Emma y Will  están cada vez más cerca de la boda de sus sueños. Mientras, en la relación Kurt y Blaine aparecen obstáculos que los ponen a prueba. Además, un nuevo romance florecerá en el Club Glee antes de que se acabe el año.
El capítulo empieza con How Will I Know cantada por Mercedes (Amber Riley), Rachel (Lea Michele), Santana (Naya Rivera) y Kurt (Chris Colfer). Will al ver los sentimientos de los chicos decide dar como tarea de la semana una canción de Whitney.
Brittany (Heather Morris) y Santana (Naya Rivera) interpretan I Wanna Dance With Somebody (Who Loves Me) junto con las Cheerios. Por otra parte, Will (Matthew Morrison) y Emma (Jayma Mays) continúan con los preparativos de su boda, Will decide adelantarla para mayo, ya que quiere que los chicos del coro estén presentes ese día. Esto hace que tenga peleas con Emma. Kurt y Rachel buscan una buena canción para interpretar en su audición para NYAADA, Kurt (Chris Colfer) se dirige a una tienda de música donde se encuentra con un joven gay, Chandler (Justin Castor), igual que él en muchos sentidos. Blaine (Darren Criss) se entera de esto al revisar su teléfono. Blaine le hace una escena de celos a Kurt preguntando quien es el chico que le manda mensajes. A raíz de esto, Kurt escoge "I Have Nothing" de Whitney para su tarea, mientras que Blaine le dedica "It's Not Right but It's Okay". Joe comienza a enamorarse de Quinn, por lo que se está confuso ya que siente fantasías sexuales, y eso no le gusta a su Dios. 
A Quinn (Dianna Agron) también le gusta, pero se siente fea al estar en silla de ruedas, y cantan juntos "Saving All My Love For You". Al final Kurt y Blaine van a una ¨terapia de parejas¨ con Emma, y ambos se piden perdón por lo ocurrido. Terminan cantando "My Love Is Your Love" interpretada por Mercedes, Artie (Kevin McHale), Kurt, Blaine y New Directions.

## Producción
"Dance With Somebody" es el segundo episodio de la tercera temporada dirigido por Paris Barclay y es el segundo escrito por Ross Maxwell. El episodio empezó a grabarse el 8 de marzo de 2012 y finalizó el 15 de marzo de 2012.
Los actores recurrentes que aparecen son Burt Hummel (O'Malley), Sam Evans (Overstreet) y Joe Hart (Larsen). El antiguo miembro Matt Rutherford (Dijon Talton) aparece en un retrato fotográfico en el final del capítulo.
Las siete interpretaciones musicales fueron lanzadas como sencillos en descarga digital."How Will I Know", "I Wanna Dance with Somebody (Who Loves Me)", "Saving All My Love for You", "So Emotional", "It's Not Right but It's Okay", "I Have Nothing" y "My Love Is Your Love".

## Recepción

### Audiencia
En su emisión original "Dance with Somebody" fue visto por 6.90 millones de espectadores estadounidenses, logrando superar a su episodio anterior "Saturday Night Glee-ver". «Dance with Somebody», en el Reino Unido, fue estrenado el 19 de abril de 2012 por la cadena Sky 1.
«Dance with Somebody» en Australia fue emitido el 26 de abril de 2012 y fue seguido por 614.000 millones de espectadores logrando un 8% más de audiencia que su episodio anterior "Saturday Night Glee-ver" emitido el 19 de abril de 2012 seguido por 568,000 millones de espectadores, logrando ser el decimosexto programa más visto de la noche

### Rendimiento en listas
Siete sencillos fueron lanzados del episodio, tres de ellos entraron en el North American Top 100. Dos de ellos entraron en el Billboard Hot 100: "How Will I Know" alcanzó el puesto sesenta y cinco y "It's Not Right but It's Okay"  el puesto noventa y dos. Las otras tres canciones entraron en el Billboard Canadian Hot 100: "How Will I Know" debutó en el puesto sesenta y uno, "It's Not Right but It's Okay" alcanzó el puesto sesenta y cinco y "I Wanna Dance with Somebody (Who Loves Me)" alcanzó el puesto octavo.